# Cezar-Mihail Drăgoescu
Cezar-Mihail Drăgoescu (n.  ?) este un deputat român, ales în 2024 din partea USR. 